# Plano Nisko

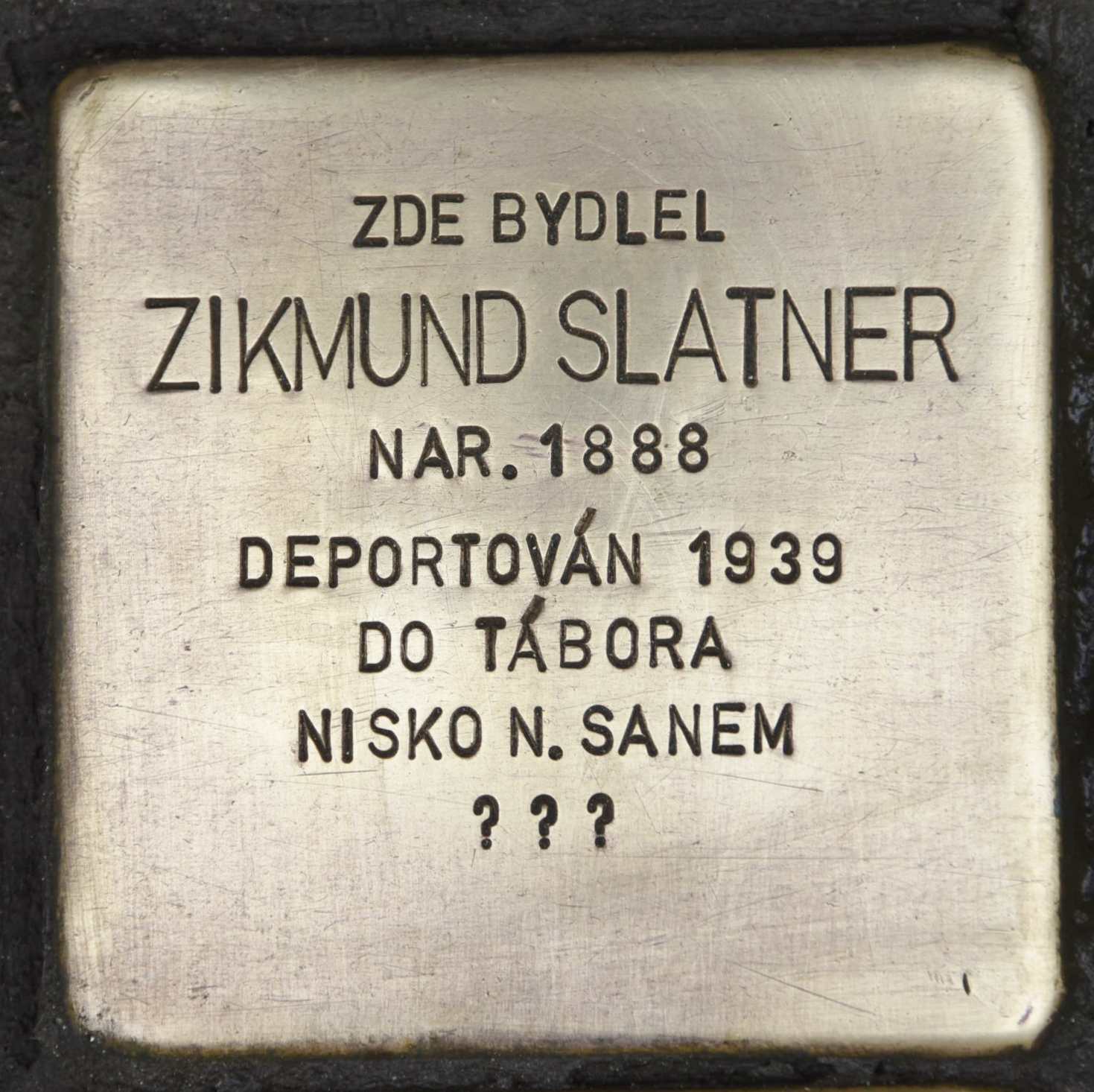
Stolperstein para Zikmund Slatner, deportado de Ostrava para Nisko.

O Plano Nisko foi uma operação para deportar judeus para o Distrito de Lublin da Polônia ocupada em 1939. Organizado pela Alemanha nazista, o plano foi cancelado no início de 1940.
A idéia para a expulsão e reassentamento dos judeus da Europa em um canto remoto do território do Generalgouvernement, na fronteira com as cidades de Lublin e Nisko, foi concebida por Adolf Hitler e formulada por seus capangas da SS. O plano foi desenvolvido em setembro de 1939, após a invasão da Polônia, e implementado entre outubro de 1939 e abril de 1940, em contraste com o similar "Madagascar" nazista e outros planos de realocação de judeus que haviam sido elaborados antes do ataque à Polônia, no início da Segunda Guerra Mundial. Tinha semelhanças com as reservas indígenas americanas.
Hitler concebeu a ideia com a ajuda do ideólogo-chefe nazista Alfred Rosenberg e do Reichsführer-SS Heinrich Himmler, incluindo a participação do SS-Obersturmbannführer Adolf Eichmann ("arquiteto do Holocausto"); bem como Heinrich Müller da Gestapo, Hans Frank (advogado de Hitler) e Arthur Seyss-Inquart da administração do Generalgouvernement. Gruppenführer Odilo Globocnik, o antigo Gauleiter de Viena que foi nomeado líder da SS e da Polícia do novo distrito de Lublin, foi encarregado da reserva. Durante a implementação inicial do plano, os nazistas estabeleceram um sistema de guetos para civis judeus para usá-los como trabalho forçado para o esforço de guerra alemão. Os primeiros campos de trabalho forçado foram estabelecidos para o projeto Burggraben destinado a fortalecer a linha de demarcação nazi-soviética e abastecer as unidades locais das SS em Lublin de Lipowa.
No total, cerca de 95 000 judeus foram deportados para a reserva de Lublin. O campo principal de todo o complexo foi montado inicialmente em Bełżec (antes da construção dos campos de extermínio) para trabalho forçado judaico. Em março de 1942, tornou-se o primeiro campo de extermínio nazista da Operação Reinhardt, com câmaras de gás permanentes organizadas por Christian Wirth em banheiros falsos. Embora os campos de Burggraben tenham sido temporariamente fechados no final de 1940, muitos deles foram reativados em 1941. Dois campos de extermínio adicionais, Sobibor e Majdanek, foram posteriormente instalados no distrito de Lublin. O campo Lipowa tornou-se um subcampo deste último em 1943. O Plano Nisko foi abandonado por razões pragmáticas; no entanto, os Zwangsarbeitslagers (alemão para "campos de trabalho forçado") já estabelecidos para DAW (foi uma empresa de defesa alemã nazista com sede em Berlim) tornaram-se a base industrial de outros projetos da SS, como Ostindustrie. Alguns deles funcionaram até a Aktion Erntefest (foi o assassinato de até 43 000 judeus nos campos de concentração de Majdanek, Poniatowa e Trawniki pelas SS em 3-4 de novembro de 1943), outros além dos massacres.